# 1998 у Миколаєві
| Роки в Миколаєві ← • 1901 • 1902 • 1903 • 1904 • 1905 • 1906 • 1907 • 1908 • 1909 • 1910 • 1911 • 1912 • 1913 • 1914 • 1915 • 1916 • 1917 • 1918 • 1919 • 1920 • 1921 • 1922 • 1923 • 1924 • 1925 • 1926 • 1927 • 1928 • 1929 • 1930 • 1931 • 1932 • 1933 • 1934 • 1935 • 1936 • 1937 • 1938 • 1939 • 1940 • 1941 • 1942 • 1943 • 1944 • 1945 • 1946 • 1947 • 1948 • 1949 • 1950 • 1951 • 1952 • 1953 • 1954 • 1955 • 1956 • 1957 • 1958 • 1959 • 1960 • 1961 • 1962 • 1963 • 1964 • 1965 • 1966 • 1967 • 1968 • 1969 • 1970 • 1971 • 1972 • 1973 • 1974 • 1975 • 1976 • 1977 • 1978 • 1979 • 1980 • 1981 • 1982 • 1983 • 1984 • 1985 • 1986 • 1987 • 1988 • 1989 • 1990 • 1991 • 1992 • 1993 • 1994 • 1995 • 1996 • 1997 • 1998 • 1999 • 2000 • → |

1998 у Миколаєві — список важливих подій, що відбулись у 1998 році в Миколаєві. Також подано перелік відомих осіб, пов'язаних з містом, що народились або померли цього року, отримали почесні звання від міста.

## Події
- 29 березня в Миколаєві відбулися вибори Миколаївського міського голови та депутатів Миколаївської міської ради. Мером міста був обраний Анатолій Олексійович Олійник.

### Засновані
- 18 січня засновано Державне підприємство «Дельта-лоцман» — структурний підрозділ державного підприємства «Адміністрація морських портів України».
- Наказом Міністерства освіти і науки України № 266 від 15 липня на базі Миколаївського вечірнього правового коледжу, заснованого у 1993 році, було створено Миколаївський навчальний центр Одеської державної юридичної академії.

## Особи

### Почесні громадяни
- Мєшин Віталій Веніамінович — підприємець, тривалий час обіймав посаду директора, голови правління ВАТ «Миколаївський глиноземний завод».
- Крючков Юрій Семенович — інженер-механік з суднових паросилових установок, вчений в галузі динаміки і міцності суднових енергетичних установок і вітрильних суден, історик. Краєзнавець, один з головних дослідників історії міста Миколаєва, його архітектури, топоніміки, історичних особистостей.
- Романов Віктор Іванович — начальник — головний конструктор союзного проектного бюро «Машпроект» у місті Миколаєві. Доктор технічних наук. Академік Академії інженерних наук України (1992), академік Академії наук суднобудування України (1997), член Американського товариства інженерів-механіків. Депутат Верховної Ради УРСР 9-го скликання.

### Городянин рокуі «Людина року»
- Антонюк Андрій Данилович — номінація «Городянин року».
- Берестнєв Валентин Борисович — номінація «Фізкультура і спорт».
- Виноградова Агнеса Вікторівна — номінація «Засоби масової інформації».
- Клименко Леонід Павлович — номінація «Наука і освіта».
- Круглов Микола Петрович — номінація «Суднобудування».
- Хабаров Валерій Оскарович — номінація «Благодійність».
- Холявко Володимир Андрійович — номінація «Промисловість і підприємництво».
- Яровий Анатолій Леонтійович — номінація «Медицина й охорона здоров'я».
- Номінація «Людина року» — Круглов Микола Петрович.

### Народились
- Кожушко Олег Олександрович (нар. 17 лютого 1998, Миколаїв) — український футболіст, нападник.
- Манько Артем Ігорович (6 листопада 1998, Черкаси) — український фехтувальник на візках, (шабля), срібний призер Паралімпійських ігор, чемпіон, срібний та бронзовий призер чемпіонатів світу, бронзовий призер чемпіонату Європи. Закінчив Чорноморський національний університет імені Петра Могили в Миколаєві за фахом «інформаційні технології».

### Померли
- Ващіленко Віталій Васильович (1917, Чистякове, нині місто Торез, Донецька область — 1998, Миколаїв) — військово-морський інженер-турбініст, капітан І рангу, активний діяч Чорноморського міжобласного науково-технічного товариства суднобудівників (1976 — 1997 рр.).
- Григор'єв Олег Прокопович (18 серпня 1919, Миколаїв — 18 травня 1998, Миколаїв) — тренер з боксу, заслужений тренер України.
- Кухар-Онишко Олександр Савич (7 серпня 1923, с. Павликівці Трительницької волості Проскурівського повіту (нині Хмельницька область) — 1998, Миколаїв) — відомий знавець і послідник української прози, зокрема романної, доцент і професор кафедри української літератури Миколаївського педінституту імені В. Бєлінського.
- Лященко Олександр Трохимович (4 вересня 1922, Краснопіль, нині Врадіївський район, Миколаївська область — 18 квітня 1998) — повний кавалер трьох орденів Слави, учасник Другої Світової війни, розвідник. Жив і працював начальником міської телефонно-телеграфної станції в Миколаєві.
- Нечипоренко Тетяна Олексіївна (1917, Інсар, Мордовія — 4 серпня 1998, Миколаїв) — український радянський лікар, Герой Соціалістичної Праці.
- Фельдштейн Рафаїл Мойсейович (4 березня 1913, Миколаїв − 6 квітня 1998, Київ), український спортивний діяч, довгочасний футбольний адміністратор. Близько 40 років працював адміністратором команди «Динамо» (Київ) — у 1936—1974 роках.
- Шевченко Віктор Фокійович (27 вересня 1924, Миколаїв — 1998) — український живописець; член Спілки художників України.